# Lhotka (okres Přerov)
Lhotka je obec ležící v okrese Přerov. Žije zde 71 obyvatel. Většina zástavby je chráněna jako vesnická památková zóna.
Na katastrálním území obce byla roku 1951 vyhlášena chráněná přírodní památka o rozloze 5,1 ha, v níž se vyskytuje bohatá teplomilná stepní květena a svébytné mechy a lišejníky na skalnatých stráních z kulmských břidlic.

## Historie

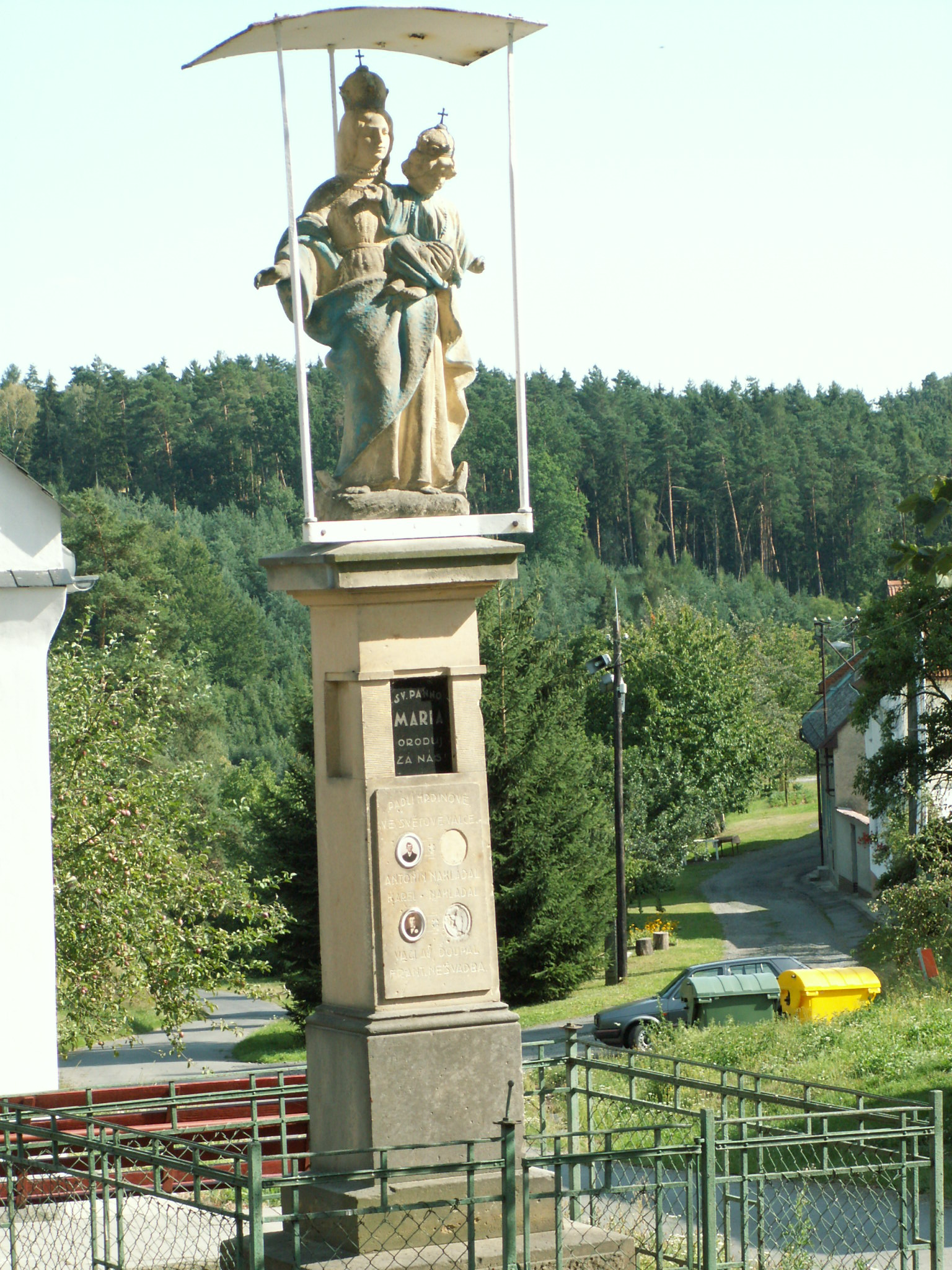
Socha Panny Marie s Ježíškem před kapličkou Anděla Strážného. Na podstavci fotografie čtyř obětí první světové války.

Počátky osídlení katastru sahají do 11. století. Ve 14. století držel ves Viknan z Majetína, po němž ji zdědil Unka z Majetína. Ten ji prodal roku 1355 Drslavům z Kravař za 400 hřiven grošů, vzápětí ale Lhotka získala nové majitele – vladyky z Lipňan. Podle jednoho z nich, Řivína z Lipňan, se někdy obec psala jako Lhota Řivínova. V letech 1368–1377 vlastnil vesnici Valentýn z Přestavlk. V roce 1377 se majiteli stali Zdeněk a Div z Čekyně. Jejich dědička Eliška z Přestavlk pak prodala roku 1446 obec Janu Mukařovi z Kokor. Poté ves zřejmě zpustla, nicméně záhy byla obnovena, protože se připomíná další majitel, Mikuláš ze Zástřizl, který ji po nějaké době prodal rodu Čertoryjských z Čertorej. Po krátké epizodě (1538–1547), kdy Lhotku vlastnil rod z Brníčka, prodali Čertoryjští své zboží Podstatským z Prusinovic a na Čekyni. Z roku 1748 je známa obecní pečeť, která měla ve znaku radlici olemovanou vročením.
Ve 20. století byla Lhotka (od roku 1918 nazývána též Malá Lhota) podstatně větší než dnes, v roce 1930 zde žilo ve 21 domech 131 obyvatel. V obci fungovalo několik obchodů, knihovna, hostinec a pracovala zde místní osvětová komise. Lhotka byla přiškolena do Žeravic. Po druhé světové válce počet obyvatel vytrvale klesal, až dosáhl v roce 1996 minima – 34. JZD bylo založeno v padesátých letech 20. století, v roce 1973 bylo sloučeno s JZD v Penčicích. Od 1. ledna 1976 byla Lhotka administrativně připojena ke Kokorám, s nimiž měla společný MNV.

## Současnost obce
Od roku 1990 je Lhotka opět samostatnou obcí, kterou vede pětičlenné zastupitelstvo v čele se starostou. V obci je hostinec U Olinka. Díky přistěhovalectví se počet obyvatel za poslední léta výrazně zvýšil. Lhotka a okolí je dnes především vyhledávanou chatovou rekreační oblastí.
Jedinou stavební pamětihodností je kaple zasvěcená Andělu strážnému. Před ní stojí pomník, na němž je umístěna socha Panny Marie s Ježíškem. Na pomníku jsou instalovány fotografie čtyř místních občanů padlých v první světové válce.